# The Block Brochure: Welcome to the Soil 5
The Block Brochure: Welcome to the Soil 5 è il ventunesimo album del rapper statunitense E-40. Pubblicato il 10 dicembre 2013 assieme a The Block Brochure: Welcome to the Soil 4 e The Block Brochure: Welcome to the Soil 6 sotto l'etichetta Heavy On The Grind Entertainment, vede la partecipazione di 2 Chainz, Gucci Mane, Big K.R.I.T., Schoolboy Q e B-Legit.
L'album entra nella Billboard 200 e nella chart dedicata agli album R&B/Hip-Hop.
| Recensione | Giudizio |
| ---------- | -------- |
| AllMusic   | [ 1 ]    |
| HipHopDX   | [ 2 ]    |

## Tracce
1. I'm Pushin' – 3:37 (musica: Droop-E)
2. Plush – 4:35 (musica: AJ)
3. Mister T – 4:19 (musica: RAWSMOOV)
4. Countdown (featuring 2 Chainz) – 3:21 (musica: C-Ballin)
5. I Be On My Shit – 4:01 (musica: Disko Boogie)
6. Play Too Much (featuring Young Bari & Roach Gigz) – 4:01 (musica: ReeceBeats)
7. All Y'all (featuring Iamsu! & Kool John) – 4:49 (musica: Willy Will)
8. Project Building (featuring Gucci Mane & Young Scooter) – 4:39 (musica: Droop-E)
9. In Dat Cup (featuring Z-Ro & Big K.R.I.T.) – 4:04 (musica: Mr. Lee)
10. Homeless Criminals (skit) – 0:40 (musica: Rednose)
11. All My Niggaz (featuring Danny Brown & Schoolboy Q) – 3:16 (musica: DecadeZ)
12. A Breath of Fresh Air (featuring B-Legit & Mike Marshall) – 3:51 (musica: Scorp Dezel)
13. When You Gone Let Me (featuring Too Short) – 3:23 (musica: Scorp Dezel)
14. Do What I Gotta Do (featuring Work Dirty & Laroo T.H.H.) – 3:58 (musica: J. Wells)
15. Off the Block (featuring Stressmatic & J. Banks) – 4:21 (musica: DecadeZ)

Durata totale: 56:55

## Classifiche

### Classifiche settimanali
| Classifica (2013)         | Posizione massima |
| ------------------------- | ----------------- |
| Stati Uniti               | 140               |
| US Top R&B/Hip-Hop Albums | 20                |